# Red Storm Rising (computerspel)
Red Storm Rising is een videospel dat is ontwikkeld en uitgegeven door MicroProse. Het spel kwam in 1988 als eerste uit voor de Commodore 64. Later volgde ook andere platforms. Het spel is gebaseerd op het gelijknamige boek van de Amerikaanse auteur Tom Clancy en werd uitgebracht in 1988. Het perspectief van het spel is in de eerste persoon met bovenaanzicht.

## Platforms
| jaar | platform      |
| ---- | ------------- |
| 1988 | Commodore 64  |
| 1989 | Atari ST, DOS |
| 1990 | Amiga         |
| 1991 | PC-98         |

## Ontvangst
Het spel werd overwegend positief ontvangen:
| Beoordeeld door                       | Platform        | Jaar | Score |
| ------------------------------------- | --------------- | ---- | ----- |
| The Video Game Critic                 | C64             | 2014 | 100%  |
| Computer and Video Games (CVG)        | C64             | 1988 | 93%   |
| Computer Gaming World (CGW)           | Amiga, C64, DOS | 1991 | 90%   |
| Commodore User                        | C64             | 1990 | 90%   |
| Joker Verlag präsentiert: Sonderheft  | C64, DOS        | 1990 | 89%   |
| Joker Verlag präsentiert: Sonderheft  | Atari ST        | 1990 | 87%   |
| Joker Verlag präsentiert: Sonderheft  | Amiga           | 1990 | 88%   |
| Amiga Joker                           | Amiga           | 1990 | 88%   |
| The Games Machine (UK)                | C64             | 1988 | 86    |
| The Games Machine (UK)                | DOS             | 1989 | 85%   |
| Power Play                            | Amiga           | 1990 | 85%   |
| Power Play                            | DOS             | 1989 | 85%   |
| Power Play                            | C64             | 1988 | 82%   |
| ACE (Advanced Computer Entertainment) | C64             | 1988 | 81%   |
| Atari ST User                         | Atari ST        | 1990 | 80%   |
| Computer Gaming World (CGW)           | Atari ST        | 1991 | 75%   |